# Paul Selden
Paul Antony Selden (* 1954) ist ein britischer Paläontologe mit dem Forschungsschwerpunkt fossiler Gliederfüßer (Arthropoda), im Speziellen Kieferklauenträger (Chelicerata) und Tausendfüßer (Myriapoda).

## Leben
Paul Selden schloss 1975 seinen Bachelor in Geologie und Zoologie an der University of Manchester ab und wechselte danach an die University of Cambridge (Darwin College) um 1979 unter der Leitung von Harry Blackmore Whittington seinen Ph.D. in Paläontologie zu erlangen (Functional Morphology of Baltoeurypterus). Nachdem er eineinhalb Jahre als Demonstrator für Geologie an der University of London (Goldsmith College) unterrichtete, wechselte er wieder nach Manchester zurück. 1981 wurde er dort Lecturer für Geologie, 1991 Senior Lecturer für Paläontologie und 2003 Reader. 2005 nahm er eine Stelle als wissenschaftlicher Mitarbeiter im Bereich Paläontologe am Natural History Museum in London an, welche er aber verließ, um seit dem 1. Januar 2007 als Direktor am Paläontologischen Institut der University of Kansas und Gulf-Hedberg Distinguished Professor of Invertebrate Paleontology zu arbeiten.
Er war Gastprofessor in Peking.
Er ist Mitglied der Geological Society of America, der Paleontological Society, der Cambridge Philosophical Society und der Linnean Society of London. Ebenfalls war er Vizepräsident der Palaeontological Association (1991–1993) und der Palaeontographical Society (1995–1998), und fungierte als Präsident der Manchester Geological Association (1991–1993), der British Arachnological Society (1997–2000) und der International Society of Arachnology (2001–2004). Er ist seit 2007 der Herausgeber des Treatise on Invertebrate Paleontology.
2000 bis 2013 war er Mitherausgeber des Journal of Arachnology und er ist Herausgeber von Arachnology und Mitherausgeber von PALAIOS.
2011 erhielt er den Humboldt-Forschungspreis. Er ist Honorary Research Fellow des Natural History Museum London.
Paul Selden ist verheiratet mit Maria Selden und hat eine Tochter, Jennie Dunlop, welche Modedesignerin in London ist.

## Schriften
- mit John R. Nudds: Fossil Ecosystems of North America: a guide to the sites and their extraordinary biotas, University of Chicago Press 2008
- mit John R. Nudds: Evolution of Fossil Ecosystems, University of Chicago Press 2004
- mit David Penney: Fossil Spiders: the evolutionary history of a mega-diverse order, Siri Scientific Press